# Rozbrat

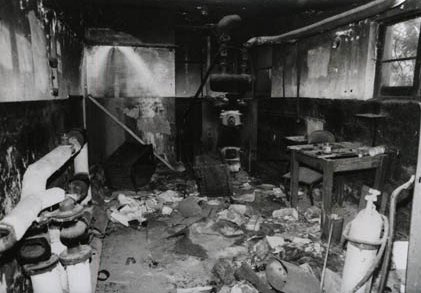
Budynek przed remontem w 1994

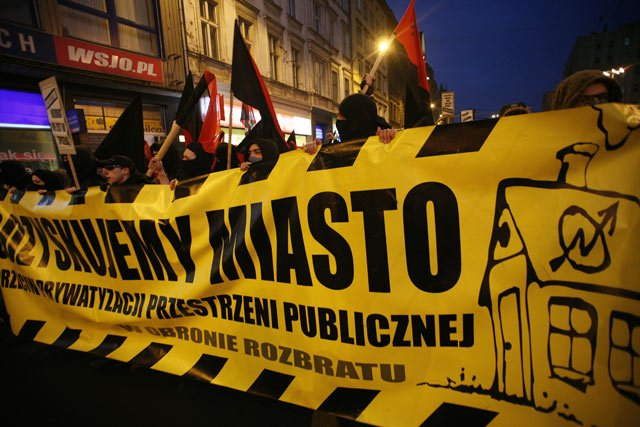
Demonstracja w obronie Rozbratu (Poznań, 20 marca 2010 r.)

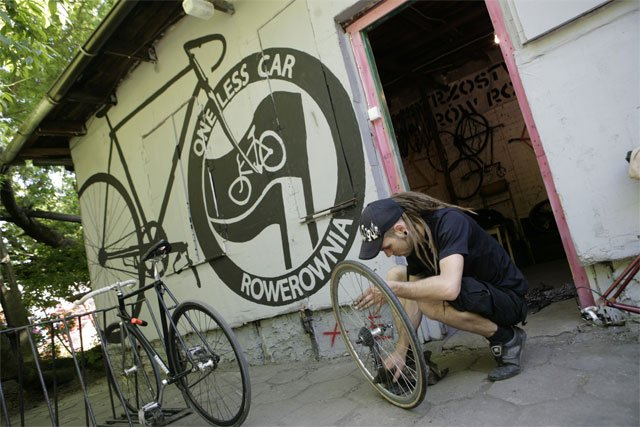
Warsztat rowerowy działający na Rozbracie

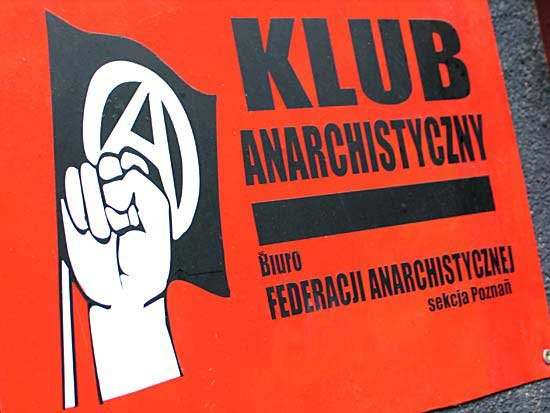
Tablica Klubu Anarchistycznego na Rozbracie

Rozbrat – nazwa kompleksu budynków mieszczących się przy ul. Kazimierza Pułaskiego na Sołaczu w Poznaniu, zaadaptowanych na społeczne centrum kultury alternatywnej i mieszkania (squatting).
W nazwie skłotu chodzi o „rozbrat” z władzą, z centralizacją i hierarchią. Działalność Rozbratu oparta jest na samorządności i oddolnej organizacji.

## Historia Rozbratu

### Początki
Historia skłotu (od ang. squat) Rozbrat sięga lata 1994 roku. Wtedy to grupa aktywistów zainteresowała się barakiem po upadłej hurtowni przy ul. Pułaskiego. Znajdował się on na opustoszałym terenie stanowiącym niegdyś kompleks magazynowo-przemysłowy. W wakacje rozpoczęły się prace remontowe.
Noc z 15 na 16 października uznawana jest za symboliczny początek skłotu. Wtedy to w remontowanym budynku pierwszy raz noc spędziły dwie osoby.
Skłot od początku przypominał wolnościową komunę. Mieszkańcy wspólnie przyrządzali posiłki i spędzali czas wolny. By skłot mógł na siebie zarobić, utworzona została spółdzielnia koszulkarsko-wydawnicza o nazwie Kolektyw Rozbrat. To od niej pochodzi dzisiejsza nazwa skłotu.
Wiosną, po ciężkiej zimie, zajęto kolejne pomieszczenia, które zostały później nazwane „prądownią” i „koncertownią”.
Jeszcze latem 1995 roku skłot służył głównie jako mieszkanie. Chociaż warto zwrócić uwagę, że jego mieszkańcy trudnili się też takimi czynnościami, jak robienie koszulek czy prowadzenie kampanii protestacyjnych. Jesienią udało się natomiast zorganizować koncert szkockiej grupy Oi Polloi. Okazał się on przełomowy, gdyż zaraz potem na Rozbracie zagościły zespoły ze Stanów Zjednoczonych i Francji: Enola Gay, Masskontroll. Z czasem zaadaptowano i przygotowano większą salę w „koncertowni” i powstało zaplecze sprzętowo-nagłaśniające.

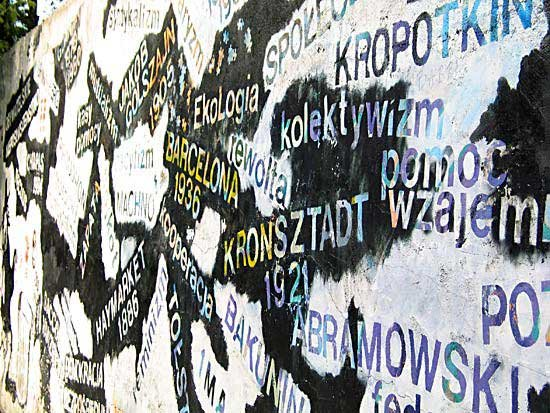
Napisy na jednym z murów na terenie Rozbratu

W lutym 1996 roku o godzinie 7 rano na teren Rozbratu wtargnęło 12 zamaskowanych ludzi. Weszli oni do jednego z pokoi i zaatakowali dwie śpiące w nim osoby. Jedna z mieszkanek z poważnymi ranami trafiła na intensywną terapię. Sprawcy uciekli.
Wydarzenie to zmieniło spokojne dotąd życie mieszkańców Rozbratu. Sam skłot trafił natomiast na pierwsze strony gazet.

### Centrum kultury niezależnej
Rozbrat stawał się stopniowo otwartym centrum niezależnej kultury. Coraz więcej osób zaczęło go odwiedzać i angażować się w jego działalność. Na 4. urodziny skłotu zaadaptowano kolejne, największe na tym terenie pomieszczenie, tzw. „dużą koncertownię”, na której odbywają się spektakle i akcje artystyczne.
Od 1997 roku na Rozbracie swoją siedzibę ma poznańska sekcja Federacji Anarchistycznej. W 1997 roku powstała Biblioteka Anarchistyczna, a w 2000 roku – Klub Anarchistyczny.
W 2001 roku dzięki uprzejmości sąsiadów udało się doprowadzić bieżącą wodę.
W tym samym roku zaadaptowano pomieszczenie pod inicjatywę o nazwie Kolektyw „Kulawy Muł”, która prowadzi gastronomię. W miejscu tym odbywają się imprezy, recitale, wieczorki poetyckie i wykłady. Zaplecze „Kulawego Muła” przekształcone zostało w Galerię.

## Sytuacja prawna
W styczniu 2008 roku na Rozbracie po raz pierwszy pojawił się komornik. Działka, na której znajduje się skłot ma bowiem trzech właścicieli. Pas terenu z klubem, pokojem mieszkalnym, narzędziownią i fragmentem dużej sali koncertowej należy do prywatnej osoby, która informowała już kolektyw Rozbrat w kwietniu i lipcu 2004 roku o dwóch rozbiórkach, które jednak nie doszły do skutku.
Druga działka obejmująca większą część skłotu (kawałek budynku mieszkalnego, dwie sale koncertowe, bibliotekę i garaże) należy do firmy „Darex” z Pruszkowa, która na zakup terenu wzięła kredyt. Nie wywiązywała się ona jednak ze zobowiązania kredytowego, zadłużając się w banku na około 3 miliony złotych. Działka jest więc terenem spornym między „Darexem” a bankiem. Miejsce pobytu właścicieli firmy jest jednak nieznane, zatem nie mogą oni być doprowadzeni przed sąd, a bank nie może tym samym wejść w prawne posiadanie działki.
Trzecia działka jest własnością skarbu państwa i w jej skład wchodzi fragment budynku mieszkalnego oraz rozdzielnia z prądem.
Kolektyw Rozbrat zgłaszał uwagi do miejscowego planu zagospodarowania przestrzennego osiedla Sołacz, na terenie którego mieści się skłot. Proponował, by w planach zagospodarowania przestrzennego brano pod uwagę kulturotwórczy i społeczny wkład Rozbratu.
Władze Poznania chcą na terenie skłotu wybudować osiedle willowe, na co sympatycy Rozbratu odpowiadają, że „miasto nie jest firmą” i dlatego nie powinno być nastawione jedynie na osiąganie zysków.
W obronie Rozbratu odbyły się dwie duże demonstracje: 9 maja 2009 roku oraz 20 marca 2010 roku. Protestowano podczas nich „przeciwko prywatyzacji przestrzeni publicznej, antyspołecznej polityce władz, za prawdziwym samorządem i partycypacją w decyzjach”.
Według organizatorów w demonstracji 20 marca 2010 roku wzięło udział około 1500 osób, w tym liczni goście z zagranicy. Dla kolektywu Rozbrat było to ważnym wydarzeniem, gdyż na 26 marca 2010 r. w poznańskim Sądzie Rejonowym zaplanowana była licytacja jednej z działek, na której znajduje się skłot. 26 marca do aukcji nikt jednak nie przystąpił. Była to już druga licytacja tego gruntu, na którą nikt się nie zgłosił. Dlatego też prawo zakupu działki po cenie wywołania (3.808.514 zł) ma teraz główny wierzyciel (Mazowiecki Bank Regionalny). Procedura związana z wystawieniem do kolejnej licytacji może rozpocząć się dopiero za rok.

## Działania
Rozbrat stanowi siedzibę i miejsce spotkań dla lokalnej sekcji Federacji Anarchistycznej, Poznańskiej Koalicji Antywojennej, inicjatywy Jedzenie Zamiast Bomb, Stowarzyszenia Inicjatyw Społecznych „Ulica”. Działacze skupieni wokół Rozbratu i organizacji z nim związanych współtworzyli bądź współtworzą takie grupy jak: Porozumienie Społeczne „Poznań Miasto dla Ludzi”, Ogólnopolski Związek Zawodowy „Inicjatywa Pracownicza”, Komitet Wolny Kaukaz, Anarchistyczny Czarny Krzyż, zespół samby ulicznej „Hałastra”. Z Rozbratem związana jest również niezależna Oficyna Wydawnicza Bractwa „Trojka”, która wydaje czasopismo „Przegląd Anarchistyczny”.
Co roku w rocznicę powstania Rozbratu organizowany jest kilkudniowy festiwal urodzinowy, podczas którego odbywają się koncerty, wykłady, wystawy, występy teatrów itp. Od 1997 roku organizowane jest w rocznicę powstania Biblioteki na Rozbracie spotkanie środowisk anarchistycznych i wolnościowych „Abramowszczyzna” (nazwa pochodzi od Edwarda Abramowskiego, przedwojennego działacza społecznego i zwolennika socjalizmu bezpaństwowego).

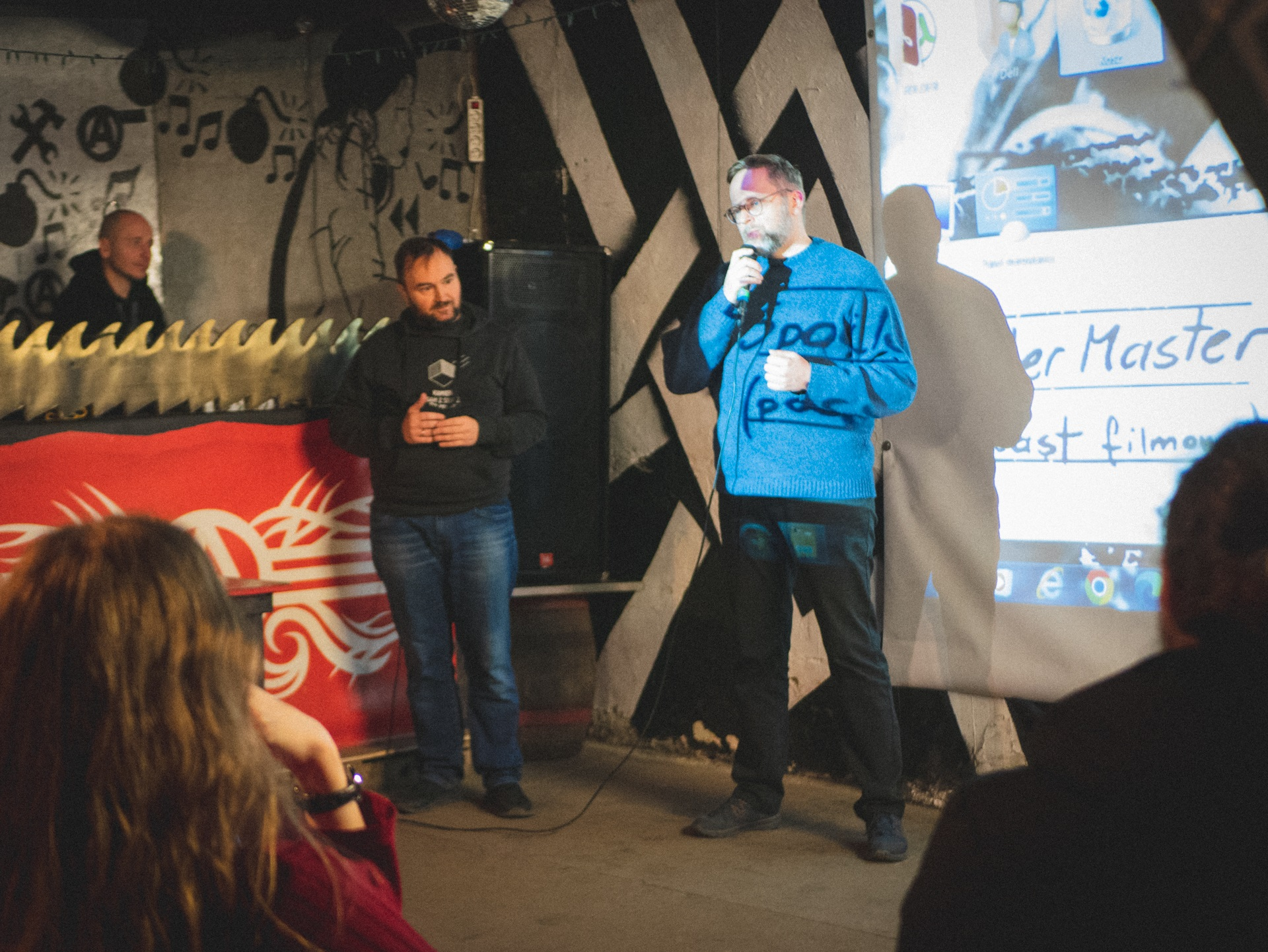
Michał Oleszczyk przedstawia film „A propos Nicei” Jeana Vigo

Rozbrat jest miejscem spotkań artystów tworzących graffiti – trzykrotnie organizowane tam były ogólnopolskie Festiwale Graffiti.
Co tydzień w środy czynny jest warsztat rowerowy, w którym w razie problemów rowerowych udostępniana jest pomoc i sprzęt. Jest on również siedzibą poznańskiej Masy Krytycznej.
W ramach Wolnościowego Uniwersytetu odbywają się na Rozbracie wykłady i spotkania dotyczące kwestii społecznych, politycznych, historycznych, kulturowych itp. Występują na nich zaproszeni pisarze, działacze czy eksperci w danych dziedzinach.
Odbywają się tam również nieregularne warsztaty i pokazy filmów związane z Linuksem oraz wolnym oprogramowaniem.

## Krytyka władz miejskich
Środowisko związane z Rozbratem oraz poznańską Federacją Anarchistyczną i Inicjatywą Pracowniczą podejmuje szeroką krytykę działań władz miasta Poznania – głównie tych, które są uważane przez nie za przejawy gentryfikacji.
Jednym z krytykowanych elementów była kampania reklamowa Żebractwo to wybór, nie konieczność, uznawana przez anarchistów za próbę usunięcia widoku biedy z centrum miasta. Ponadto uważają oni żebractwo za wynik mechanizmów ekonomicznych, a nie nieprzymuszonej woli żebraków.
Kolejnym elementem jest budowa tzw. osiedli kontenerowych – blaszanych obiektów mających imitować mieszkania, nie posiadających fundamentów, podatnych na wilgoć, występowanie pleśni na ścianach oraz innych czynników niekorzystnych dla zdrowia żyjących w nich ludzi. Według przedstawicieli środowiska anarchistycznego, zmniejszenie wydatków na tak kosztowne inwestycje jak Stadion Miejski (700 mln zł) pozwoliłoby na znalezienie środków finansowych na tanie budownictwo komunalne.

## Kontrowersje
10 kwietnia 2010 r. w czasie żałoby narodowej po śmierci Prezydenta RP i innych ofiar katastrofy polskiego Tu-154M w Smoleńsku miała mieć miejsce impreza „Stypa Party” pod hasłami „Żegnamy jednych, zastanawiamy się co zrobić z innymi” oraz „Nie lękajcie się... przyjdą następni”. Następnego dnia na stronie internetowej rozbrat.org zamieszczono oświadczenie Kolektywu Rozbrat w którym poinformowano, że „Kolektyw Rozbrat nie był inicjatorem żadnych wydarzeń związanych z katastrofą prezydenckiego samolotu”. Ponadto stwierdzono, iż „plakat na rzekomą imprezę w ogóle nie ukazał się na oficjalnej stronie kolektywu Rozbrat, tylko na portalach, na których dopuszczalna jest indywidualna publikacja”. Na stronie internetowej rozbrat.org ukazała się jednak notatka, w której informowano o zbliżającej się imprezie „Stypa Party” z okazji katastrofy smoleńskiej. Do dziś przedstawiciele Kolektywu Rozbrat nie dostarczyli wyjaśnień, które odnosiłyby się do tej notatki.